# Nam Hải dị nhân liệt truyện
Nam Hải dị nhân liệt truyện (chữ Hán: 南海異人列傳, dịch nghĩa: Truyện những người kỳ lạ ở đất Nam Hải), là một tập truyện sưu tầm của Phan Kế Bính về các truyền tích, dã sử nổi tiếng trong giai thoại dân gian Việt Nam.

## Khái lược
Tập truyện được in và xuất bản bằng chữ Quốc ngữ lần đầu tiên vào năm 1909. Tập sách được tái bản vào năm 1912 bởi nhà xuất bản Sống Mới. Trong bản này, Phan Kế Bính đã thêm phần Tựa, và ghi thời điểm vào năm Duy Tân thứ 6 (1912). Trong bản 1912, cũng đã ghi nhận có sự tham gia hiệu chỉnh của nhà báo Lê Văn Phúc, hiệu Kim Giang. Năm 1916, sách được một lần nữa được tái bản. Trong lần tái bản này, Lê Văn Phúc có ghi trong phần Lời người hiệu chính: "Sách này có dự vào chương-trình học thi tú-tài, lần này là lần in thứ tư, có hiệu chính lại, và có kê cứu chép thêm vào để ghi cho đủ các bậc anh-hùng hào-kiệt nước Nam ta." Các truyện được thêm vào là truyện Bắc Bình Vương, Gia Long Đế, Tô Hiến Thành, Đào Duy Từ và Trịnh Hoài Đức.

## Mục lục
Bố cục các truyện được phân loại thành nhiều chương. Mỗi chương đề cập đến nhóm đối tượng khác nhau. Mục lục truyện như sau:
Tựa
Chương ICác bậc đại anh kiệt
1. Trưng vương
2. Bố Cái Đại vương
3. Đinh Tiên Hoàng
4. Lý Thái tổ
5. Lê Thái tổ
6. Bắc Bình vương
7. Gia Long đế

Chương IICác bậc danh thần
1. Lý Thường Kiệt
2. Tô Hiến Thành
3. Trần Hưng Đạo
4. Nguyễn Trãi
5. Trịnh Kiểm
6. Lương Hữu Khánh
7. Phạm Đình Trọng
8. Đào Duy Từ
9. Trịnh Hoài Đức

Chương IIICác bậc danh hiền
1. Mạc Đĩnh Chi
2. Chu Văn An
3. Nguyễn Bỉnh Khiêm
4. Đặng Đình Tướng

Chương IVCác bậc văn tài
1. Nguyễn Hiền
2. Lương Thế Vinh
3. Vũ Công Duệ
4. Giáp Hải
5. Phạm Trấn, Đỗ Uông
6. Lê Như Hổ
7. Phùng Khắc Khoan
8. Lê Quý Đôn

Chương VCác bậc mãnh tướng
1. Lê Phụng Hiểu
2. Đoàn Thượng
3. Phạm Ngũ Lão
4. Nguyễn Xí
5. Phạm Tử Nghi
6. Đinh Văn Tả
7. Võ Tính
8. Nguyễn Văn Thành
9. Lê Văn Duyệt

Chương VICác vị thần linh ứng
1. Sử Đồng Tử
2. Phù Đổng Thiên vương
3. Tản Viên sơn thần
4. Lý Hiệu úy
5. Tô Lịch giang thần
6. Bạch Mã thần
7. Sóc Thiên vương
8. Liễu Hạnh tiên chúa

Chương VIICác vị tiên thích
1. Từ Thức
2. Tú Uyên
3. Phạm Viên
4. Từ Đạo Hạnh
5. Nguyễn Minh Không
6. Trần Lộc

Chương VIIICác người có danh tiếng
1. Ngô Soạn
2. Từ Nhị Khanh
3. Tả Ao
4. Đoàn Thị Điểm